# Nilgiraspis
Nilgiraspis is een geslacht van kevers uit de familie bladkevers (Chrysomelidae).
De wetenschappelijke naam van het geslacht werd in 1932 gepubliceerd door Spaeth.

## Soorten
- Nilgiraspis andrewesi (Spaeth, 1914)